# Gitanos
Els gitanos (també anomenats zíngars, bohemis, calés o romanís) són un grup ètnic divers que viu principalment a l'Europa del Sud i de l'Est, a l'Orient mitjà, Turquia, als EUA i a l'Amèrica Llatina. Es creu que la major part prové de les regions índies de Panjab i el Rajasthan. Van emigrar cap a Europa i el nord d'Àfrica per l'Iran, al voltant de l'any 1050. A l'estat espanyol es fa servir sovint el terme calé per a referir-se a la persona i caló per a referir-se a la llengua pròpia d'aquesta ètnia.
Com que el nom de gitano pot tenir connotacions pejoratives, hi ha la proposta recent de dir-ne romaní o simplement rom (en romaní: home o marit). R-rom tant per al poble com per a l'idioma, si bé no hi ha encara acord sobre l'existència o no del doble fonema "r-r" a les llengües gitanes centreeuropees.

## Etimologia

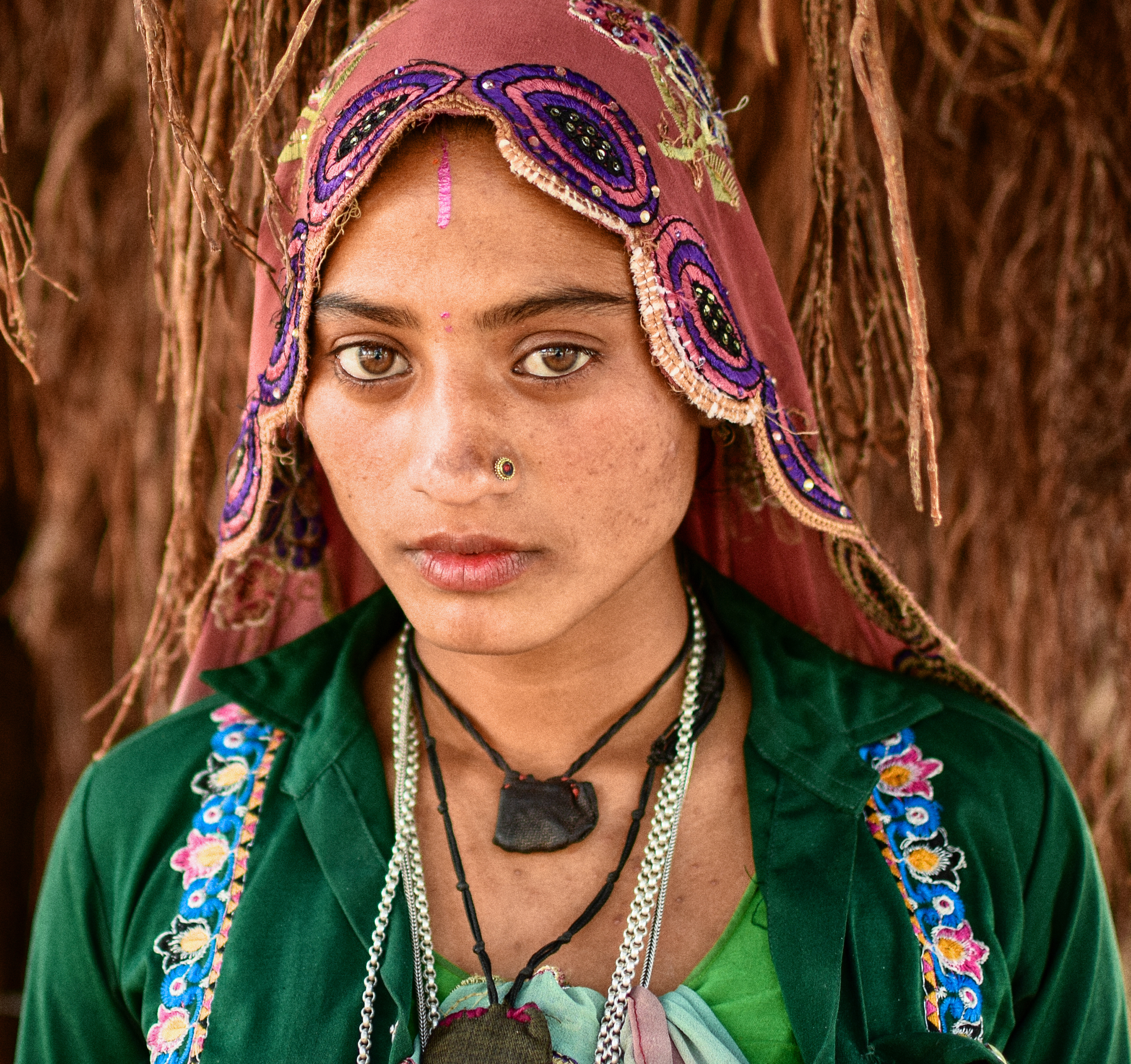
Noia romaní a Gujarat, Índia, el 2017

La paraula «gitano» procedeix del llatí vulgar aegyptano, perquè al segle xv es pensava que els gitanos venien d'Egipte o de l'Egipte Menor, una regió de l'Àsia Menor, hui entre el Peloponès i Turquia. Quan van arribar a Europa, molts grups de gitanos es presentaven a si mateixos com a "nobles egipcians". Més tard, el mot va evolucionar en castellà a l'actual "gitano", del qual n'hi ha mostres documentals a partir de finals del segle xvi. Abans, però, els gitanos eren majoritàriament coneguts com a «bohemis» o «bomians» tant a la Corona d'Aragó com a la de Castella i només en algunes publicacions esporàdiques apareixen referenciats com a «egipcians» (egipcianos en castellà), com ara per exemple en la pragmàtica dels Reis Catòlics promulgada a Medina del Campo el 1499 (i recollida en peticions de Corts de 1525, 1528 i 1534):
| « | [..]als egipcians que caminen vagant pels nostres regnes i senyorius amb les seves dones i fills, que del dia que aquesta llei sigui notificada i pregonada d'aquesta nostra cort, i en les viles, llocs i ciutats que són cap de partits fins a setanta dies següents[..] | » |

El mot gitano va passar al francès (gitan), al turc (Kipti) i, referint-se al poble dels faraons, a l'hongarès (fáraók népe). La paraula caló pareix procedir de l'indostànic kâlâ, que vol dir "negre".

## Etnònims
Atès que se'n poden trobar en molts països de tot el món, hi ha una gran varietat d'etnònims. Els principals són els següents:
- Zíngars: Terme derivat probablement del grec Ατσίνγανος (literalment, intocable), nom atribuït a una secta maniquea procedent de Frígia. Encara que hi ha lingüistes que la consideren una falsa etimologia, una altra etimologia fa derivar la paraula Cangar o Zingar d'un poble que vivia antigament a la vora del riu Indus. D'aquest terme, provenen els derivats en alemany (Zigeuner), en hongarès (cigány), en italià (zingaro), en turc (cingene) i en portuguès (cigano). En francès, s'usa amb doble ortografia (tzigane o tsigane). Els romanís prefereixen la forma sense z, perquè aquesta lletra els recorda el tatuatge emprat pels nazis als camps de concentració per a identificar-los. Malgrat això, la forma amb z és la que recomana l'Acadèmia Francesa.

- Bohemis (o Bohemians): Terme utilitzat en català,[53] en francès (bohémiens) i en occità (bomians, boemians o boèmis) per haver entrat els gitanos europeus en el segle xv mitjançant un salconduit del rei de Bohèmia.

- Lulis (lülis) va ser un dels nom donats a Pèrsia als gitanos. També foren anomenats lüris i löris i han estat de vegades confosos amb els luris (de Luristan), que són de pell més clara i sense cap influència índia al seu llenguatge. El nombre de gitanos a l'Iran no es coneix. Segons la tradició el seu origen són 4.000 músics enviats al rei sassànida Bahram Gor pel rei indi Shangal. Són citats sovint per poetes i historiadors perses i es diu que la seva pell és fosca (sovint s'assimilen a negres). El nom de lulis derivaria de la ciutat d'Alor o Aror (de l'àrab al-Rur) al Sind que hauria derivat en Alori > Luri > Luli, i que podrien ser músics com assegura la tradició però als que s'hauria donat el nom de la ciutat principal índia coneguda pels perses en aquell temps.

- Altres noms dels gitanos a Pèrsia foren kirishmals (al Khorasan), jugis (a Astarabad), gaodaris (Mazanderan), karachis (Azerbaidjan), i kaolis o kabulis (Fars). Modernament tenen un terme general a tot l'Iran, kawlis o kavlis, però localment es conserven els noms antics i altres: alvats, ghurbates, gilanis, haramis, kulilanis, lavands, tushmals, yuts, zanganes.[54]

### Grups i subgrups
Els mateixos romanins s'agrupen en funció de diferències territorials, dialectals i culturals. Les quatre grans famílies gitanes són:
1. Kalderash: propis dels Balcans, i que van nodrir els grups d'emigrants a Amèrica del Nord i Sud-amèrica.
2. Calé o gitanos, estesos al nord d'Àfrica, la península Ibèrica i el sud de França.
3. Manuches (Manuix) o sintis, que es desplacen per les fronteres francoalemanyes, i especialment per Alsàcia.
4. Romanichels, a Anglaterra i als Estats Units.

Cada una d'aquestes famílies pot subdividir-se en dos o més subgrups en virtut de la seva ocupació o el territori d'origen. Així, trobem els termes següents: machvaya (machwaya), lovari, churari, sinti, rudari, boyash, ludar, luri, xoraxai, ungaritza, bashaldé, ursari i romungro.

## Història
Encara és difícil, per a l'antropologia, la història i la sociologia, explicar els orígens, l'evolució i les seves estratègies de supervivència, en les societats on sempre són minoritaris. S'accepta, generalment, que els primers gitanos foren portats a Pèrsia des de l'Índia pel rei sassànida Bahram V (420-438). Firdawsi i Hamza al-Isfahani els deien Luli o Zott. A Síria, els van dir Nawar i, a Síria-Palestina, Pèrsia, Egipte i altres llocs els van dir Ghurbat o Kurbat. A Egipte, se'ls diu Ghadjar, però ells mateixos es fan dir Baramika (descendents dels barmàquides). Molts dels zott foren instal·lats en zones d'aiguamolls, especialment al Baix Iraq i després a Cilícia.

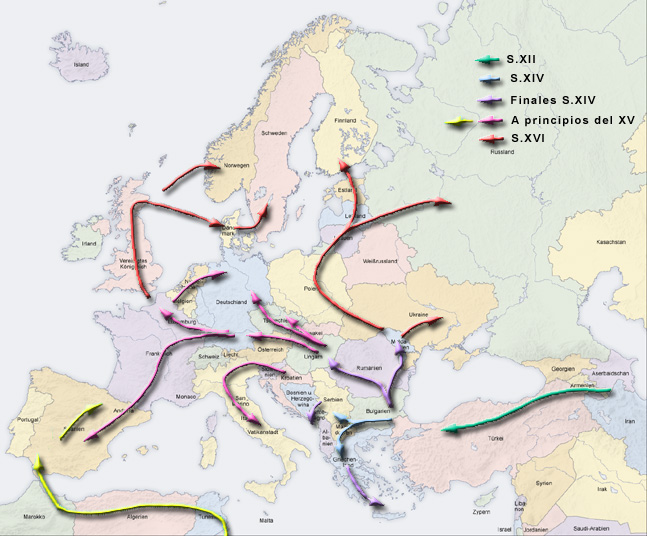
Migracions històriques dels gitanos

L'opinió més estesa afirma, a partir d'anàlisis genètiques i lingüístiques i a la vista dels documents conservats, que procedeixen del Panjab o Gujarat, d'una zona entre l'Índia i el Pakistan. Es desconeix si abans havien vingut d'un altre lloc encara més remot. També es desconeixen les causes exactes de la seva migració cap a l'oest, que va ser entorn del segle x. Després d'una estada a Pèrsia, van anar cap a l'Àsia Menor, on es van establir durant el segle xiv. La inestabilitat política va provocar el primer èxode fidelment documentat cap a l'oest: una branca del poble gitano va anar a l'Europa central i una altra va anar-se'n al nord d'Àfrica. L'entrada dels gitanos a Europa es documenta a partir dels primers anys del segle xv. A finals d'aquest segle, la ruta del sud i la del nord ja s'haurien unit en algun punt del sud d'Europa.
Les relacions entre la població local i els gitanos van ser, en general, bones durant el segle xv, però es van fer malbé progressivament, de manera que, al segle xvi, pràcticament tots els estats n'havien fet ordres d'expulsió, repressió o assimilació. Són tantes les lleis i pragmàtiques arreu del món que és impossible enumerar-les. Aquesta situació de persecució, unida al seu escàs interès per l'agricultura o per les professions liberals, va accentuar el caràcter itinerant dels gitanos.
El caràcter típic "nòmada" i "de resistència" dels gitanos, ja que diverses lleis els "obliguen" a deixar els seus treballs, com poguessin ser la cavalleria o els objectes que tots els regnats sol·licitaven per a la guerra (calders, arreus, munició, cavalleria, etc., entre d'altres), i que per llei els deixaven (obligaven) treballar en l'agricultura, els deixava sense cap possibilitat de treballar en la diversitat d'oficis del país. També cal destacar que totes les característiques nòmades i les característiques sedentàries en tot el món estan abocades a enfrontar-se, segons el que diu el Moviment contra la Intolerància. Durant els segles següents, i especialment durant el segle xix, hi va haver una segona migració massiva de gitanos cap a Europa i també a Amèrica, aprofitant les rutes europees cap al nou continent.
Els gitanos es van veure severament perseguits, i fins i tot exterminats durant el segle xx. La inestabilitat política i econòmica de l'est d'Europa va provocar, especialment a la fi del segle, una nova mobilització en massa de la comunitat gitana, que encara continua, aquesta vegada en direcció a l'Europa central i occidental. Tot i així, en ple segle xxi hi ha països, com a Espanya, on s'han aconseguit avanços importants gràcies al reconeixement d'aquest col·lectiu pel Congrés dels Diputats.

### La persecució ètnica

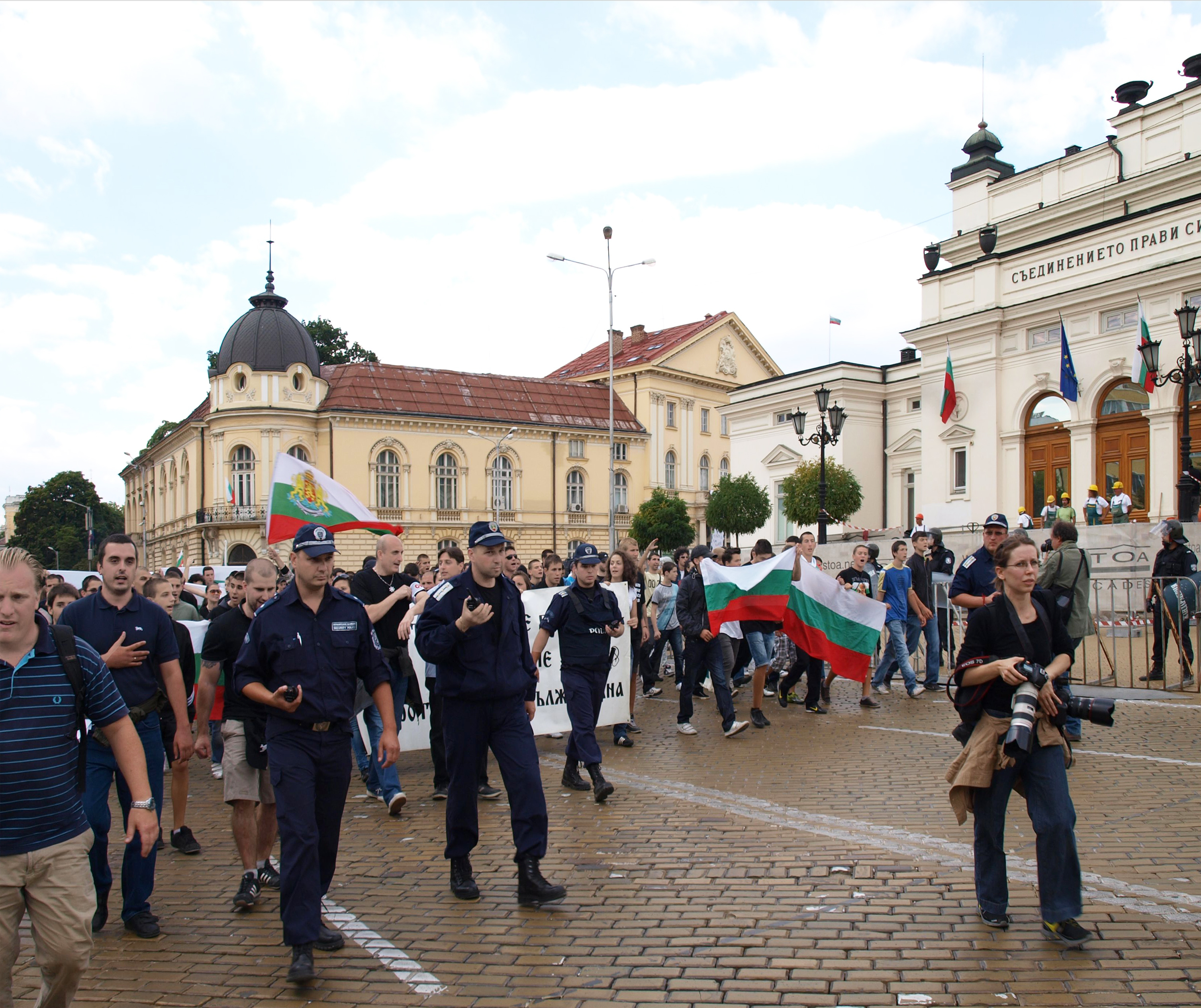
Manifestació antigitana a Sofia el 2011

La història de persecució dels gitanos, especialment a Europa, és quasi tan antiga com la de la seva presència. L'acollida inicial durant el segle xv va ser relativament bona si la comparem amb la seva situació els segles posteriors. Els gitanos van ser rebuts amb curiositat i, fins i tot, amb respecte, i alguns prínceps i senyors oferien escorta a les seves comitives, que es presentaven com a pelegrins cristians. Tanmateix, el desacord amb les comunitats receptores era quasi total al començament del segle xvi, quan ja havien estat expulsats o perseguits en quasi tot Europa.
La imatge social negativa dels gitanos es pot veure en molts idiomes. En anglès la paraula gyp (de gypsie, "gitano") significa ‘estafa’ o ‘engany’, i una etimologia popular alemanya fa creure que Zigeuner ("gitano") procedeix de Ziehende Gauner ("lladre itinerant"). El mateix passa en l'hongarès, on la creença popular relaciona cigány amb la paraula szegény ("pobre"). Fins i tot, en l'actual diccionari de la RAE, s'arreplega la següent accepció col·loquial per a gitano: "Qui estafa o obra amb engany".
El nombre de lleis, pragmàtiques, decrets, reglaments i mesures d'excepció específiques contra els gitanos a tot arreu és tan alt que seria impossible enumerar-les. Només a Espanya es van promulgar, des de l'any 1499, més de 280 pragmàtiques contra el poble gitano. El mateix va passar als altres estats. Per exemple, el 1998, es va derogar l'última llei que a l'estat de Nova Jersey (Estats Units) "preveia vigilància especial sobre la població gitana".
Cal dir que les mesures per a homogeneïtzar-los i assimilar-los fracassen contínuament. No sols no desapareixen ni s'"assimilen", sinó que s'han escampat constantment i, a més, han mantingut els trets propis amb una certa fidelitat, un fenomen que alguns estudiosos han denominat "resistència ètnica".

#### Causes
Per a entendre una causa fonamental i decisiva de la persecució o marginació dels gitanos i de les altres minories ètniques, cal mirar els processos de centralització estatal a Europa a partir del segle xvi, fonamentats en una homogeneïtzació cultural, lingüística i religiosa. Els primers decrets d'expulsió i assimilació a Espanya van coincidir amb els de l'expulsió dels jueus el 1492 i els de persecució o conversió dels musulmans espanyols.
L'historiador Raul Hilberg recorda que la destrucció dels jueus europeus és el centre de la modernitat europea i de la civilització occidental. Teresa San Román explica la persecució contra els gitanos des d'aquesta mateixa perspectiva: la construcció dels estats centralistes, primer, i de les identitats nacionals, després.

#### Estereotips i assetjament a Espanya

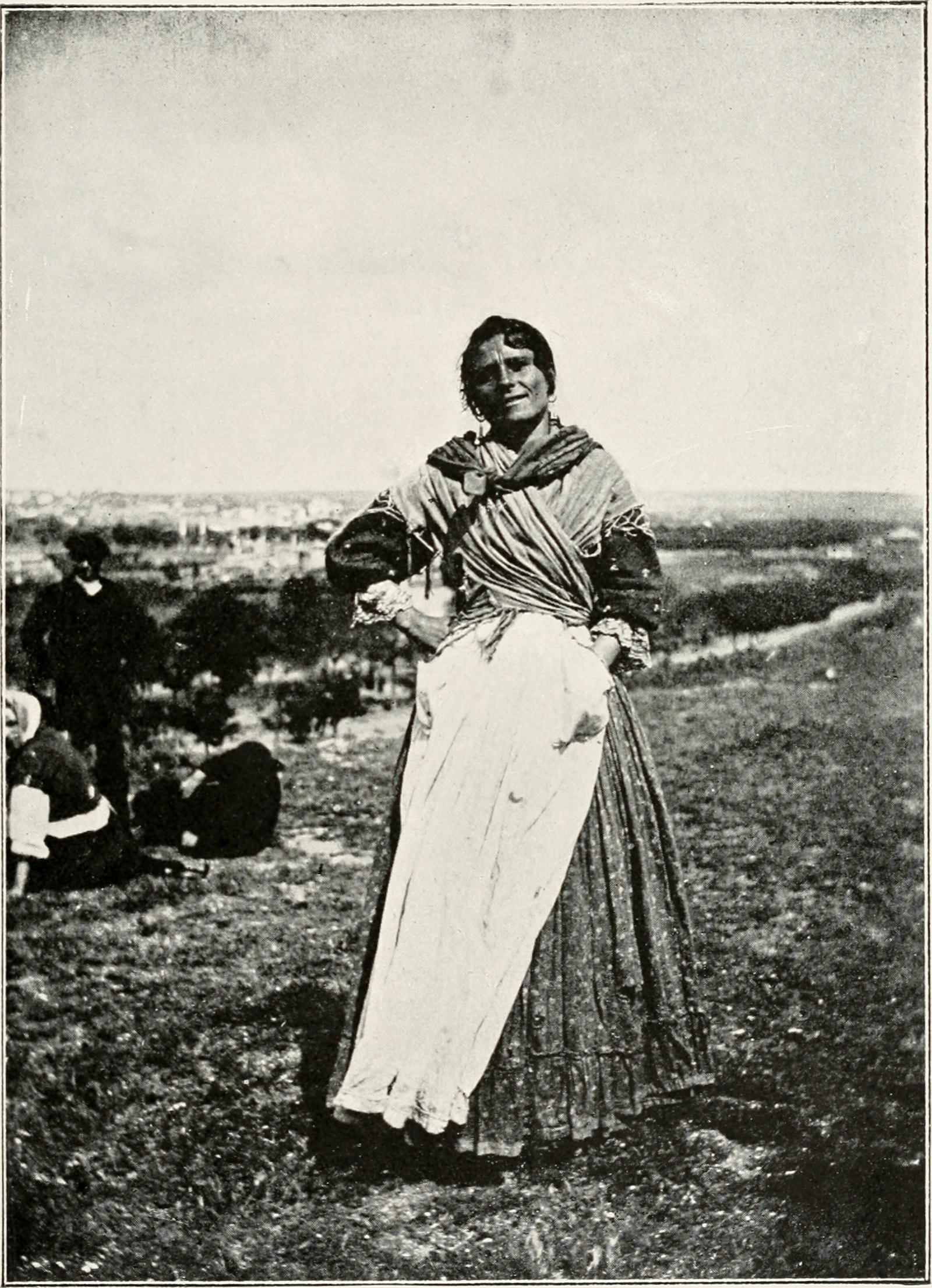
Una gitana a Madrid el 1902

A l'estat espanyol, tots els aspectes negatius associats històricament al poble gitano han estat arreplegats i fomentats en molts mitjans.
La literatura ha contribuït a arreplegar i engrandir el mite de la personalitat gitana. Cervantes escriu en la seva novel·la La gitanilla:
| « | Sembla que els gitanos i gitanes només van nàixer per a ser lladres: naixen de pares lladres, es crien amb lladres, estudien per a lladres i, finalment, ixen de ser lladres corrents, i les ganes del furtar i el furtar són en ells com a accidents inseparables, que no es lleven sinó amb la mort | » |

Algunes administracions estatals o locals també n'han dit:
| « | El gitano, que amb naturalitat mostra un absolut passotisme davant de la llei escrita, que incideix en una situació de clandestinitat i il·legalitat, alhora que comporta un grau de delinqüència quasi permanent, per la incitació al robatori i al furt... No és menys cert que, en alguns casos de tímids intents d'integració, els membres de la comunitat gitana, quasi sempre ho van fer d'una forma diferent d'allò que s'ha exigit pels principis més elementals d'aquesta ètica social. | » |

Fins i tot la criminologia, una disciplina en principi exempta de valors, en repeteix els mateixos tòpics. Cesare Lombroso, pare del positivisme criminològic, deia que els gitanos són "la imatge viva d'una raça sencera de delinqüents que reprodueixen totes les passions i vicis". I un document de l'administració penitenciària espanyola de l'any 1951 deia:
| « | Jo parlo ací del gitano errant i lladre, enemic de la propietat; d'aqueix gitano que es creu amb el dret de robar. L'altre gitano, el gitano emancipat, el gitano elevat a la jerarquia de ciutadà per haver entrat dins de la llei, aquest gitano ja no és gitano, ha perdut la seva gitanalla. | » |

D'acord amb tot açò, s'han aprovat lleis dissenyades per reforçar el tòpic més que per a una fi o una solució als propis problemes de marginalitat i pobresa. Per exemple 'anomenada Ley de vagos i maleantes fou una llei franquista que permetia la detenció discrecional, que s'aplicava a qualsevol que no complís els estàndards del règim, i que afectà de forma molt particular als gitanos, que patien presumpció de culpabilitat en els delictes. Altrament, fins al 1978, el reglament de la Guàrdia Civil tenia els articles següents:
- Article 4. Es vigilarà escrupolosament els gitanos, especialment tots els documents que tinguin; es confrontaran els seus senyals particulars, s'observaran els seus vestits, s'esbrinarà la seva forma de vida i tot allò que condueixi a fer-se una idea exacta dels seus moviments i ocupacions, indagant el lloc i el motiu del seu viatge.
- Article 5. Com que aquesta classe de gent no té generalment residència fixa, es trasllada amb molta freqüència d'un lloc a un altre, on no són coneguts. Convé prendre totes les mesures necessàries per a impedir que cometen robatoris de cavalleria o d'una altra espècie.
- Article 6. Està manat que els gitanos i ramblers porten, a més de la seva cèdula personal, la patent d'hisenda que els autoritzi per fer de tractants de cavalleries. Per a cada una d'aquestes, portaran una guia amb la classe, procedència, edat, ferro i senyals, la qual s'entregarà al comprador (...) Els que no vagin proveïts d'aquests documents o els que, del seu examen o comprovació, resulti que no estan en regla, seran detinguts per la Guàrdia Civil i posats a disposició de l'autoritat competent com a infractors de la llei.

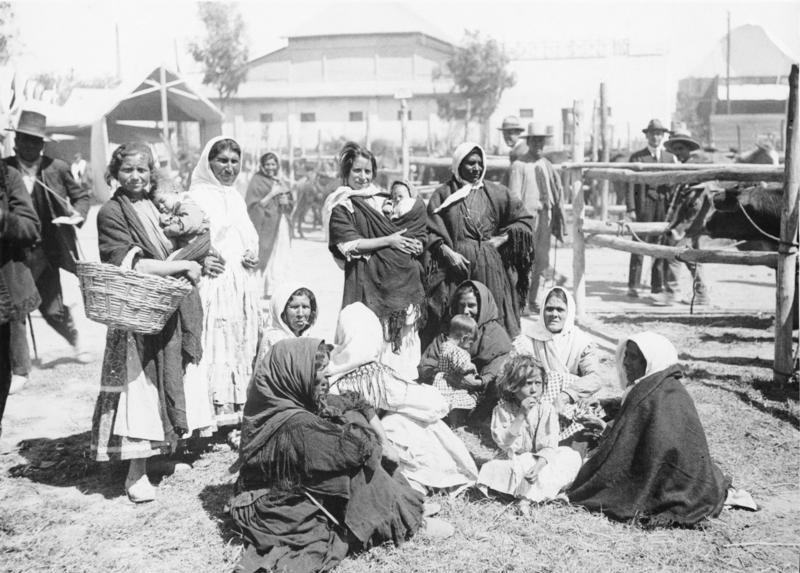
Gitanos a Sevilla el 1927

Com mostren alguns estudis, la criminalització o encasellament (conegut en criminologia com a targeting) ha sigut, en tots els estats, el primer pas per a desacreditar la comunitat gitana a fi de legitimar-ne la marginació i la persecució:
| « | [La pobresa i l'exclusió] incideixen en la representació social que tendeix a associar el gitano amb els pitjors trets de la marginalitat (drogues, delinqüència), perjudicant molts d'ells i les famílies que, encara que tenen precarietat social, mai no han fet cap acte delictiu. | » |

Estudis recents han desvelat aquest procés de criminalització i han denunciat «allò més habitual que resulta aquest fenomen en tots els països, que porta a la gent a dir-hi l'estereotip "per alguna cosa serà", és a dir, que segurament tindrà alguna base real". Tanmateix, aquestes mateixes persones mai no dirien que l'antisemitisme, que prenia formes molt semblants, és el resultat de les mateixes actituds dels jueus».
Es denuncia així que la criminalitat atribuïda als gitanos no real sinó una forma de perpetuar el racisme: «l'existència de prejudicis arrelats i d'una profunda discriminació cap a la comunitat gitana en la nostra societat… (i) …la negació de la importància i gravetat d'aquests prejudicis, encara més quan es tracta de reconèixer els propis».

#### Mesures de control
Les formes de repressió de les autoritats i de la societat han estat molt variades, des de la simple marginació i criminalització fins a la mort, passant per la sedentarització forçosa, la deportació i el desterrament, el càstig corporal i la mutilació, l'esclavitud, els treballs forçats a les galeres, la presó o reclusió en barris: ghettos. Per a cada modalitat de persecució, les comunitats gitanes de tot el món han generat i continuen generant mecanismes i estratègies específiques de supervivència, d'ocultament, d'adaptació o fugida.

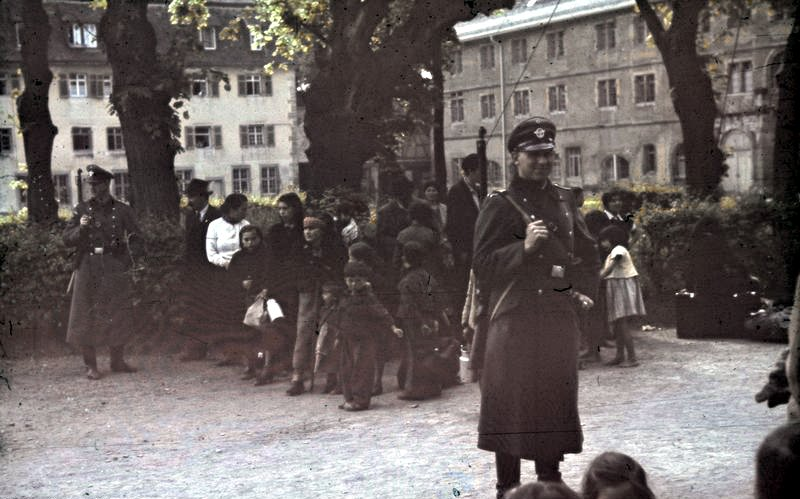
Deportació de gitanos a Alemanya durant el nazisme (1940)

- Expulsió. Pràcticament tots els estats europeus van promulgar-hi, sense èxit, decrets d'expulsió.
- Esclavització. Els gitanos van ser esclavitzats a Romania i Hongria. L'abolició de l'esclavitud gitana va tindre lloc a la segona meitat del segle xix.
- Assimilació. La legislació antigitana espanyola, per exemple, ha estat -per èpoques- assimilacionista. Carles III, el 1783, nacionalitza els gitanos mitjançant una pragmàtica que els declara ciutadans espanyols i, per tant, el deure i dret dels xiquets a l'escolarització als 4 anys, lliures de fixar la seva residència, o de treballar en qualsevol activitat, penalitzant-se els gremis que impedeixin l'entrada o s'oposin a la residència dels gitanos. Tot això a canvi que els gitanos abandonessin la seva realitat ètnica, com la forma de vestir, no usar el caló, assentar-se i abandonar la vida errant. En aquesta mateixa pragmàtica, s'il·legalitzarà la paraula gitano.
- Reclusió. Un dels més negres i oblidats episodis de la història dels gitanos espanyols va ser "La Gran Batuda" o Presó General dels gitanos, de 1749.[65] Durant el regnat de Ferran VI, i mitjançant un pla secret del Marqués de la Ensenada, es va decidir "agafar tots els gitanos veïns i vagants d'aquests regnes, sense excepció de sexe, estat ni edat, sense reservar cap refugi a què s'hagen acollit". Van ser detinguts quasi tots els gitanos espanyols, uns 9.000 (altres 3.000 ja estaven a la presó), els hòmens enviats als arsenals de la marina i les dones i els xiquets empresonats. Només serien indultats 14 anys després pel rei Carles III, i alguns no seran alliberats definitivament fins al 1783.
- Extermini. Durant la Segona Guerra Mundial, com unes altres ètnies o minories, van ser objectes de persecució i discriminació. En van morir milers als camps d'extermini. El nombre de romanins europeus assassinats és encara desconegut. Aquest fet es coneix com a porrajmós. Pel que fa a l'Espanya franquista aliada de l'Eix, tot i que no consta documentació i es desconeix si era un fet accidental o biopolítica planificada, hi ha testimoni de vagons de gitanos espanyols amb destinació els camps de concentració nazis.[66]

## Cultura

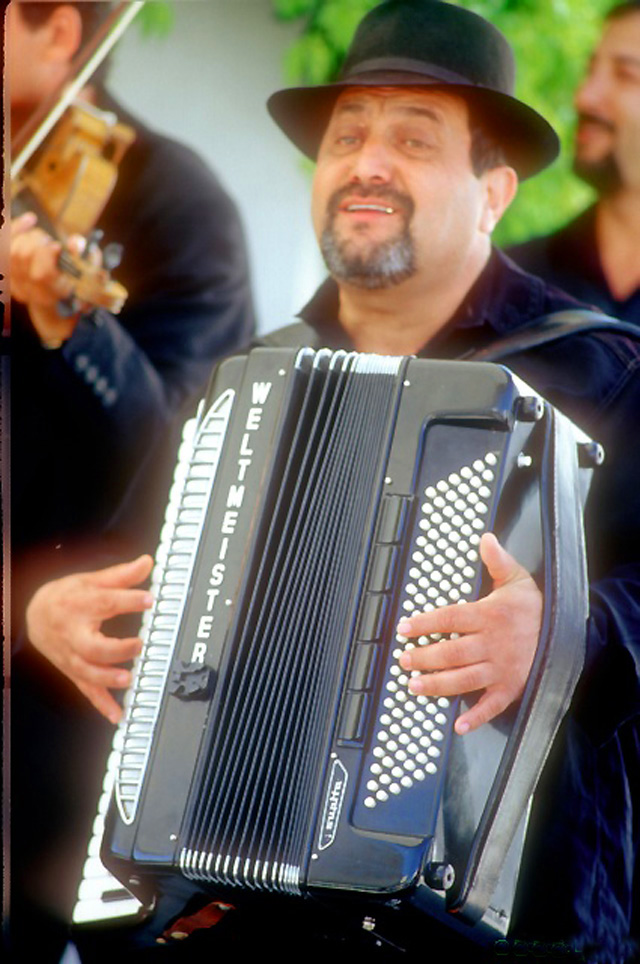
Acordionista gitano a l'aplec de les Santes Maries de la Mar el 2000

Els gitanos han tingut, des de sempre, un estil de vida parcialment nòmada que els ha influït notablement, i des del començament han destacat per una important aportació característica a l'art i a la cultura popular, especialment la música. Segueixen zelosament els seus costums, però també s'han adaptat i evolucionat als països on s'han establert, especialment a Andalusia, on els gitanos es van fer seus el cant i el ball flamencs, enriquint-los i aportant infinitat de cantaors o bailaors o guitarristes a la cultura andalusa i espanyola.
Una mostra de la seva identitat és la paraula paio, amb la qual designen els que no són gitanos. Alguns gitanos fan servir aquest apel·latiu amb connotacions pejoratives. Segons el periodista i comunicòleg Sergi Rodríguez, el nom ve de pagès, perquè els pagesos catalans van ser els primers no gitanos que el poble gitano va trobar quan va arribar. Segons l'acadèmia espanyola, ve de Pelayo.
Segons Juan de Dios Ramírez Heredia, un altre terme estès entre els gitanos per a denominar els no gitanos és gadyè. La seua forma escrita centreeuropea és gaže o gadjè. D'aquest terme, deriva gachó, paraula molt utilitzada en castellà a Espanya per a referir-se a un individu qualsevol (equivalent a "bandarra"), i gachí (per a referir-se a una dona). Gadyè és el substantiu masculí plural, gadyò és masculí singular i gadyì és femení singular. A Espanya, els gitanos també poden referir-se als no gitanos com busnó i lacró.
L'any 2011, el llibre Gitanidad proposava una innovadora visió de la qüestió: ser gitano està més vinculat a formes de pensar, de comportar-se i d'expressar-se pròpies de l'Índia que no al manteniment de determinats costums, estructures i rols de poder, com tradicionalment ha sostingut l'antropologia social. Aquesta teoria convertiria els gitanos en una porció de l'Orient al bell mig de l'Occident, tot i la lògica adaptació al context espaitemps.
També cal destacar el Moviment contra la Intolerància, amb el seu president Esteban Ibarra, que diu: 
| « | (castellà) En efecto, un análisis sociológico y antropológico minucioso permite definir al grupo gitano como un colectivo culturalmente diferenciado (...). Este sistema cultural incorpora como principales elementos una estructura social interna (que incluye determinados mecanismos de organización, participación y representación), un sistema de valores (de "raíz oriental", inspirado en la lógica simbólica y en una concepción peculiar de los fenómenos naturales y que se desarrolla mediante un rico panorama de costumbres, rituales y tradiciones), y el idioma gitano (de raíz milenaria, derivado del sánscrito). | » |

I també hi cal recalcar Sandor Abraham que, amb el seu estudi d'aquesta "raiz oriental"', desgrana els seus costums, els seus rituals i tradicions, i hi descobreix la Llei romaní.

### Llengua romaní
La llengua pròpia dels gitanos és el romaní, una llengua d'origen indoari, derivada del sànscrit.
Un estudi de l'any 1859, publicat per la revista Nature, suggereix que el romaní estava relacionat amb el singalès, que encara es parla avui dia a Sri Lanka.

### El nomadisme

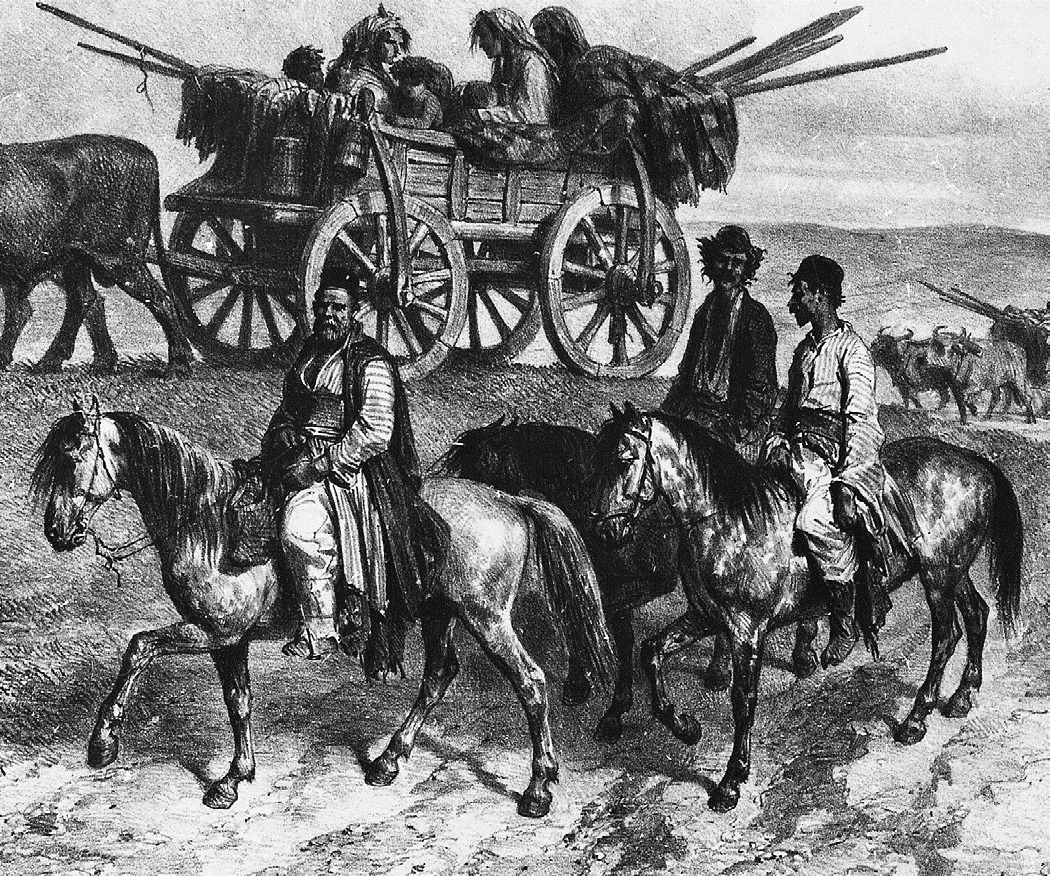
Gitanos en trànsit a Moldàvia (Auguste Raffet, 1837)

Una de les causes que es relacionen amb l'exclusió i inadaptació dels gitanos és la seva tendència a la itinerància, però els moderns estudis gitanològics l'han desmitificada. La professora Teresa San Román n'ha estudiat les lleis i ha comprovat que, des del començament, hi va haver una contradicció: "la tendència a l'assimilació durant el segle xvii i la primera meitat del xviii és creixent, però es limitaven els llocs on poder establir-se, es restringeixen els oficis…". Els legalment veïns eren expulsats un cop i un altre, i la sedentarització forçosa seguida d'expulsió passarà en tots els estats i en totes les èpoques.
La sociòloga María Helena Sánchez recorda que els càstigs cap a la comunitat gitana queien tradicionalment sobre les poblacions sedentaritzades. Alhora, la discriminació en nombrosos oficis comporta l'exercici de professions itinerants i estacionals.

### Educació
El projecte WORKALÓ Project. The creation of new occupational patterns for cultural minorities: the Gypsy Case, recerca finançada pel 5è Programa Marc de Recerca de la Comissió Europea, ha identificat actuacions educatives que estan promovent l'accés del poble gitano a l'educació obligatòria i a l'educació superior.

## Població

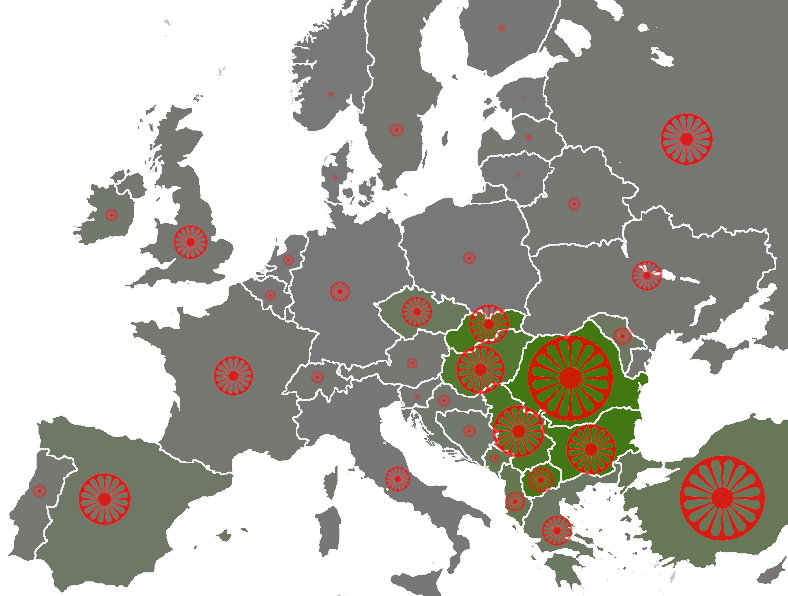
Població estimada a Europa

Són una comunitat molt diversificada, a nivell internacional, sense territori propi definit, i sense institucions polítiques o socials pròpies fins a l'últim segle. Idealment, es coneix el país gitano com Romanestan, concepte semblant en certa manera al d'uns altres pobles sense país, com el poble jueu abans de la creació d'Israel.
La llengua romaní tampoc no té l'homogeneïtat que permeti parlar d'un únic idioma transnacional gitano, perquè les comunitats romanins acostumen a adoptar o adaptar la llengua dominant del territori on són. Els romanins de tot el món tenen diferents característiques antropomètriques, culturals i socials que dificulten la seua categorització sota una sola família ètnica.
Se suposa que, en tot el món, en viuen entre 10 i 12 milions, repartits per quatre continents. Són una gran minoria ètnica a la Unió Europea, i es preveu un augment de la seva importància percentual tant per futures ampliacions anunciades de països europeus de l'est (on hi ha la població de romanins més gran del continent), com per la seva estructura familiar (amb altes taxes de natalitat).

### Internacional

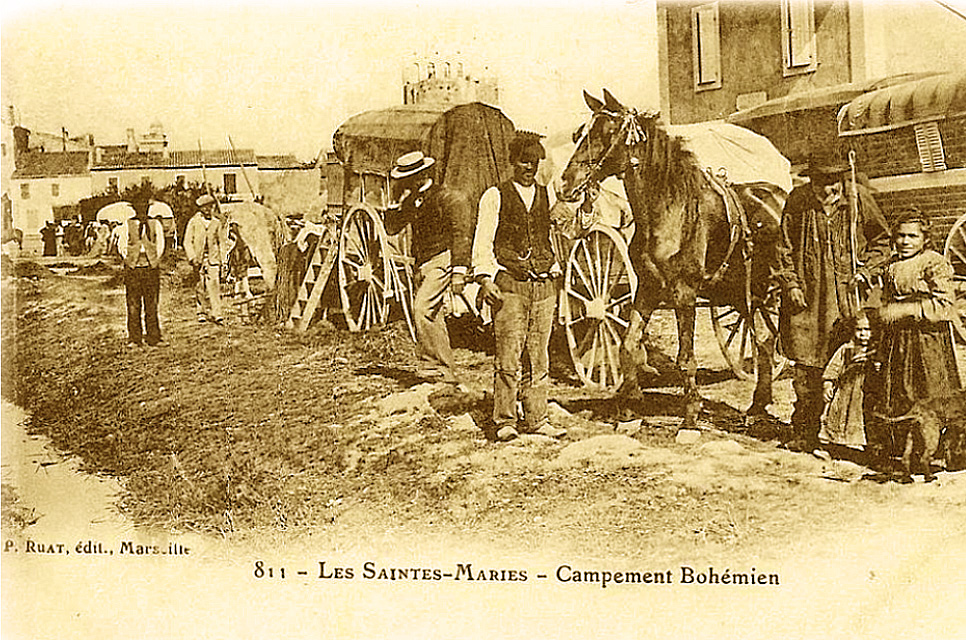
Campament de bohémiens a la Camarga a començaments del

La població mundial de romanins i la seua localització geogràfica es desconeix amb exactitud. La xifra més acceptada podria voltar els 12 milions de persones, dels quals 10 són a Europa. Algunes fonts (molt escasses) donen un total de 40 milions, perquè hi afegeixen la suposada població gitana de l'Índia.
Hi ha diverses causes que expliquen la falta de dades sobre la quantitat exacta de gitanos. Alguns estats no tenen cap cens fiable d'aquesta comunitat. Això es deu a la desconfiança dels gitanos cap a les institucions governamentals, a la seua mobilitat territorial, al recompte deficient i problemàtic, a la simple desídia de l'administració (per exemple, l'any 2003, encara no existia cap cens fiable de gitanos de La Rioja), o a les condicions socioeconòmiques de cada estat, que té dificultats també per a empadronar la població no gitana.
És revelador que l'últim cens oficial complet de gitanos fet a l'estat espanyol continuï sent de final del segle xviii, de l'any 1783. Pel que fa a França, el novembre del 2014 es va presentar una tesi doctoral escrita per Eugeni Casanova que demostrava que arreu de l'estat hi ha dotzenes de milers de gitanos catalanoparlants dels quals aquest autor en va localitzar unes 160 comunitats. Van començar a emigrar des de Catalunya a final del segle xviii i van mantenir aquest procés durant tot el XIX i fins a la guerra civil espanyola. La majoria parlen una barreja del dialecte central i el del Rosselló, però també n'hi ha que parlen lleidatà amb aportacions aragoneses.
L'estat amb el nombre més gran de gitanos del món és Turquia, on en viurien entre 2 i 5 milions. El juliol del 2006, l'estat amb el nombre més gran de gitanos de l'actual Unió Europea és Espanya, on en viuen uns 600.000. A l'antiga Unió Soviètica, els gitanos declarats el 1926 eren 61.294, però se sap que n'eren molts més. Després de la II Guerra Mundial (quan molts van ser exterminats) no es van fer estadístiques.

### Als Països Catalans
Tradicionalment, s'han agrupat importants comunitats de gitanos als Països Catalans. Catalunya i el País Valencià concentren la població de gitanos més gran, amb 80.000 i 50.000 respectivament. D'altra banda, es calcula que, a les Illes Balears i Pitiüses, hi ha prop de 6.500 gitanos. A la Catalunya del Nord arribarien per sota dels 10.000.
| Dades estadístiques als Països Catalans | Dades estadístiques als Països Catalans |
| Territori                               | Població                                |
| --------------------------------------- | --------------------------------------- |
| Catalunya                               | 80.000                                  |
| País Valencià                           | 50.000                                  |
| Illes Balears i Pitiüses                | 6.500 (?)                               |
| Total                                   | 136.500                                 |

La difícil inclusió social del poble gitano roman un problema endèmic. Tanmateix, l'esforç de l'Església catòlica des de 1956 va donar peu a la creació, l'any 1965, del Secretariat Gitano de Barcelona, primera entitat dels Països Catalans dedicada específicament al poble gitano. La seva metodologia (implicació dels mateixos gitanos, independència davant les administracions i foment del voluntariat) ben aviat va ésser adoptada i van aparèixer entitats semblants a més ciutats. Avui dia, fruit de gairebé 50 anys de feina, hi ha el Centre García-Díe de Cultura Gitana, amb seu a Barcelona.

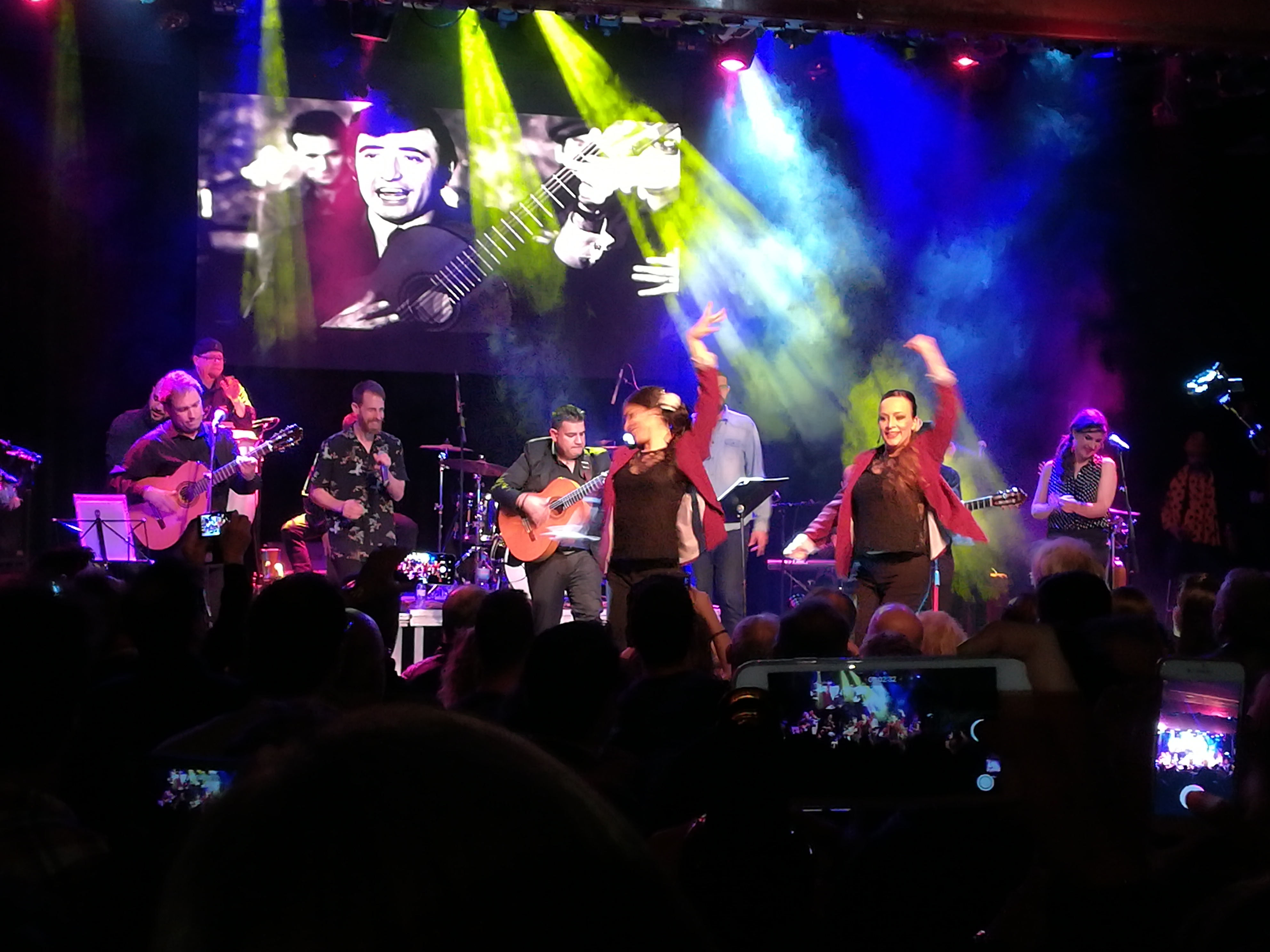
Concert de Sabor de Gràcia a Barcelona el 2018

Després de la mort del dictador Franco, sota el mandat del qual van ser perseguits i assetjats, els successius governs democràtics han anat adoptant diverses mesures integradores amb més o menys succés, especialment a les àrees de serveis socials i de benestar, temptant especialment de fomentar la seva integració i superar els problemes derivats de la pobresa i discriminació. Des del 1983, per exemple, es va engegar un programa especial per a promoure el dret a l'ensenyament, que incloïa les comunitats gitanes.
Alguns s'han organitzat a la Unió Romaní, una federació d'associacions dedicada a la defensa de la comunitat gitana, que vol el reconeixement de la cultura i el desenvolupament social del poble gitano.
El caló català, com també els altres dialectes gitanos de la península Ibèrica, es troba en clar retrocés: la llengua materna dels gitanos catalans és el català; el caló ha passat a ser una llengua emprada només en certes situacions, sobretot com a instrument de defensa. Les noves generacions la utilitzen cada vegada menys. Reduït el caló a un ús molt limitat, allò que dona identitat lingüística als gitanos catalans és ara la forma de parlar català (català 'agitanat'). Aquest fenomen ha assolit una enorme importància a la Catalunya del Nord, com ha demostrat brillantment Jean-Paul Escudero: mentre que el català viu una situació de diglòssia davant del francès, els gitanos rossellonesos el consideren un tret fonamental de la seva identitat i fins i tot anomenen parlar gitano el fet de parlar català.
A Catalunya han deixat petja en alguns topònims com la Font dels Gitanos a Sabadell (Llista de fonts i mines de Sabadell) i el carrer dels Gitanos a Navarcles.
Gitano també és el sobrenom o malnom col·lectiu que es dona als habitants d'algunes poblacions, com Durro, Santa Maria de Meià, Caldes de Montbui, Sabadell i Rafelcofer.

## Representacions en l'art

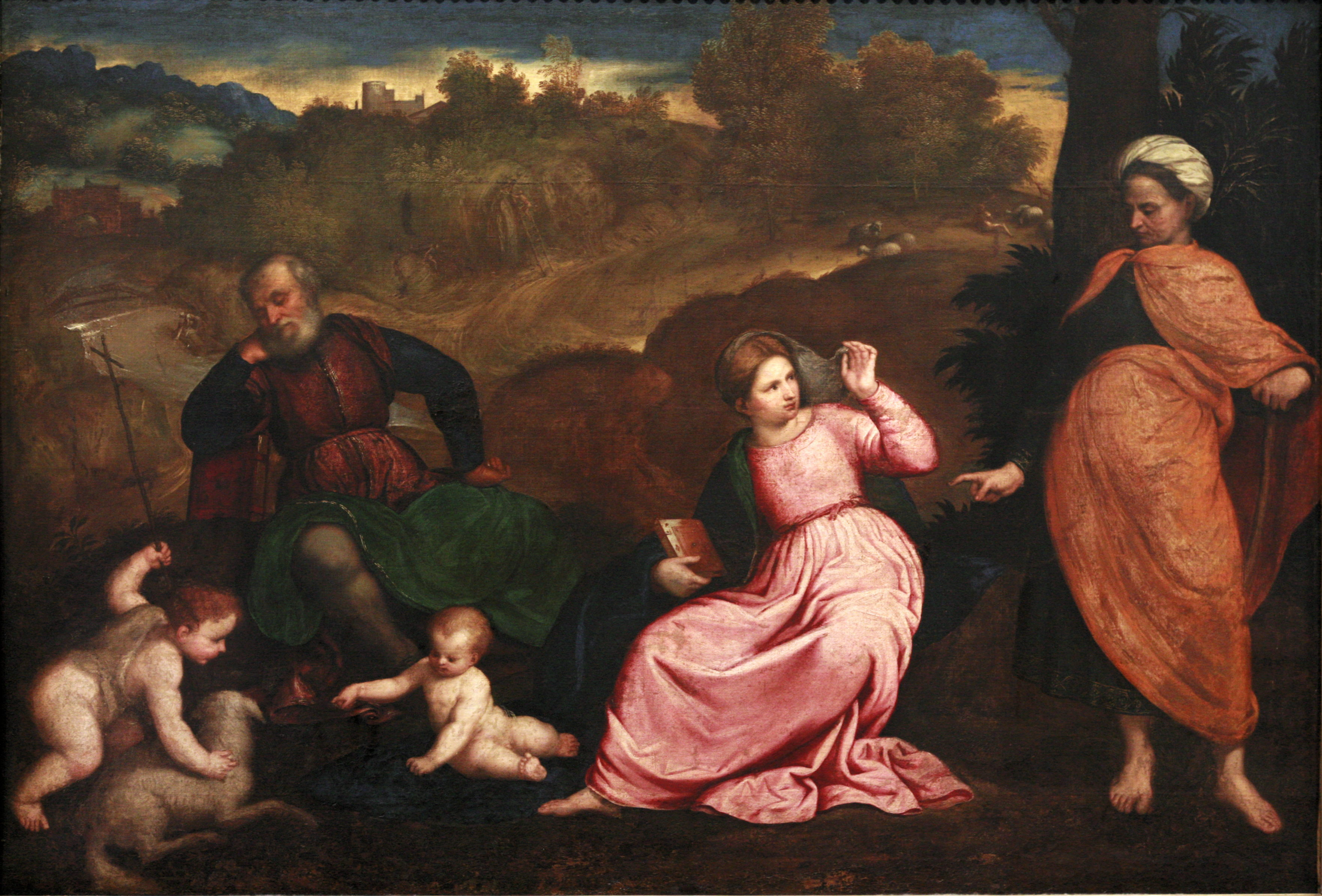
Paris Bordone: The Rest on the Flight into Egypt, ca. 1530. Elisabet, a la dreta, com a clarivident gitana
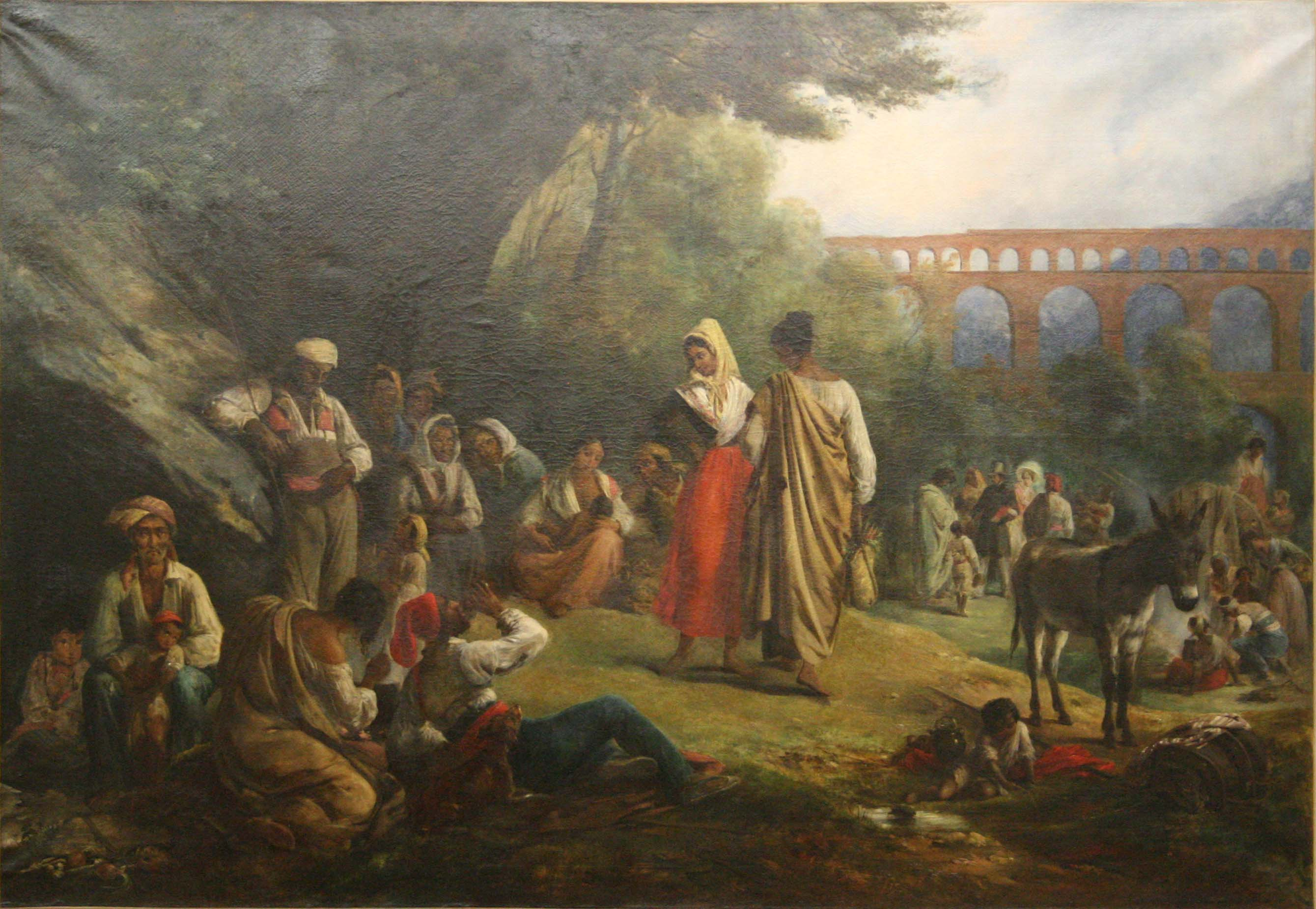
A. M. Colin: Les bohémiens au Pont du Gard (1836). Amb tota probabilitat, gitanos catalans (s'hi aprecien dos personatges amb barretina).
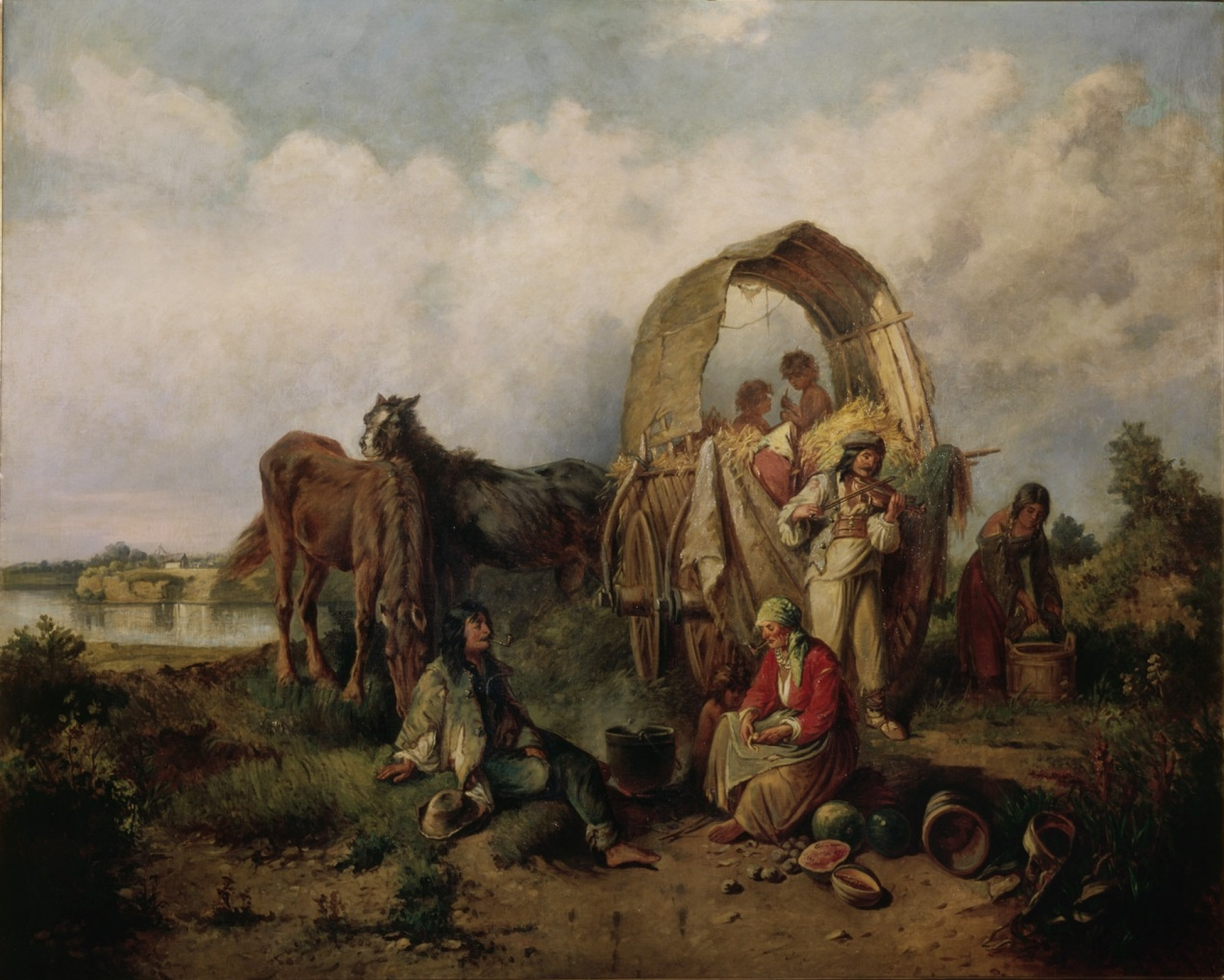
Mihály Munkácsy: Gypsy Family (1884)
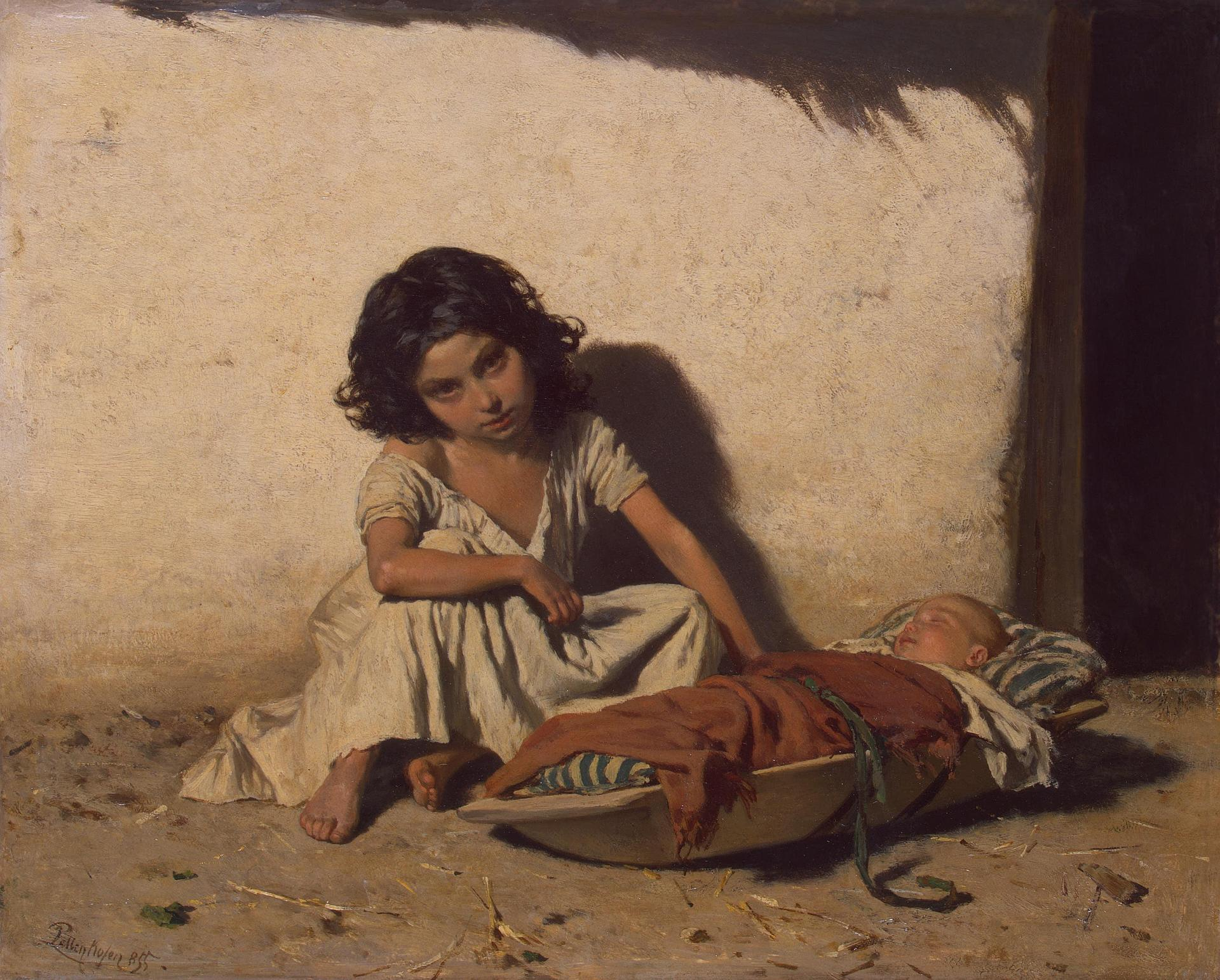
August von Pettenkofen: Gypsy Children (1885), Hermitage
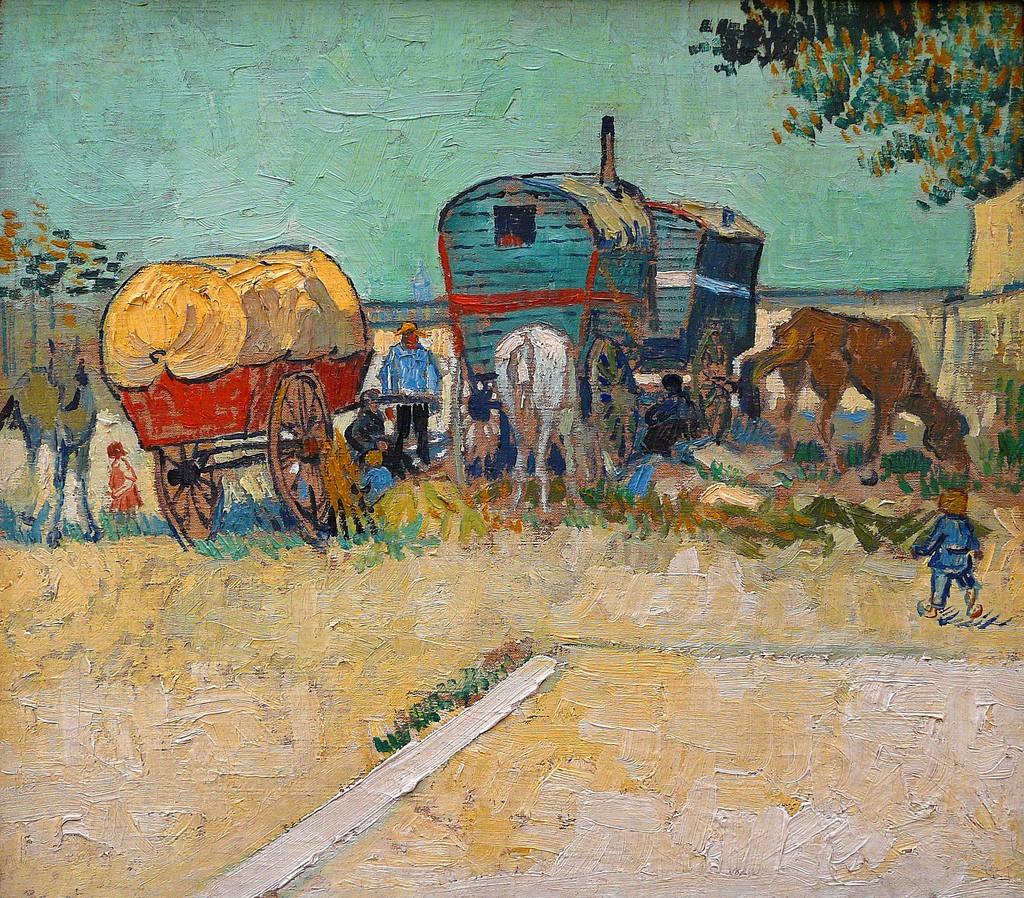
Vincent van Gogh: Les roulottes, campement de bohémiens (1888)

Miquel Carbonell: Rei dels gitanos de l'Alhambra: Chorrojumo (1890)
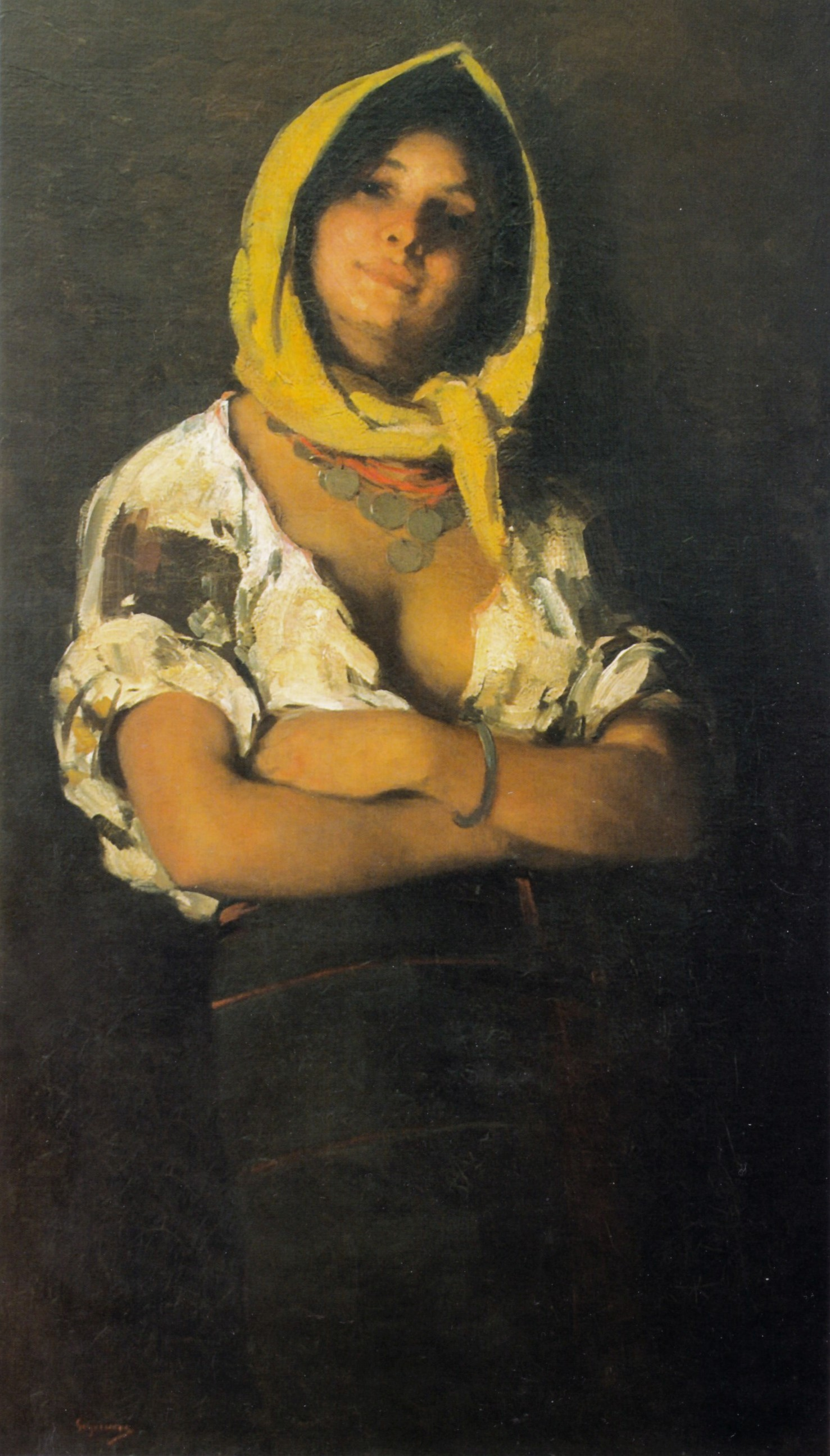
Nicolae Grigorescu: Gypsy from Boldu (1897), Palau de la Cultura de Iași
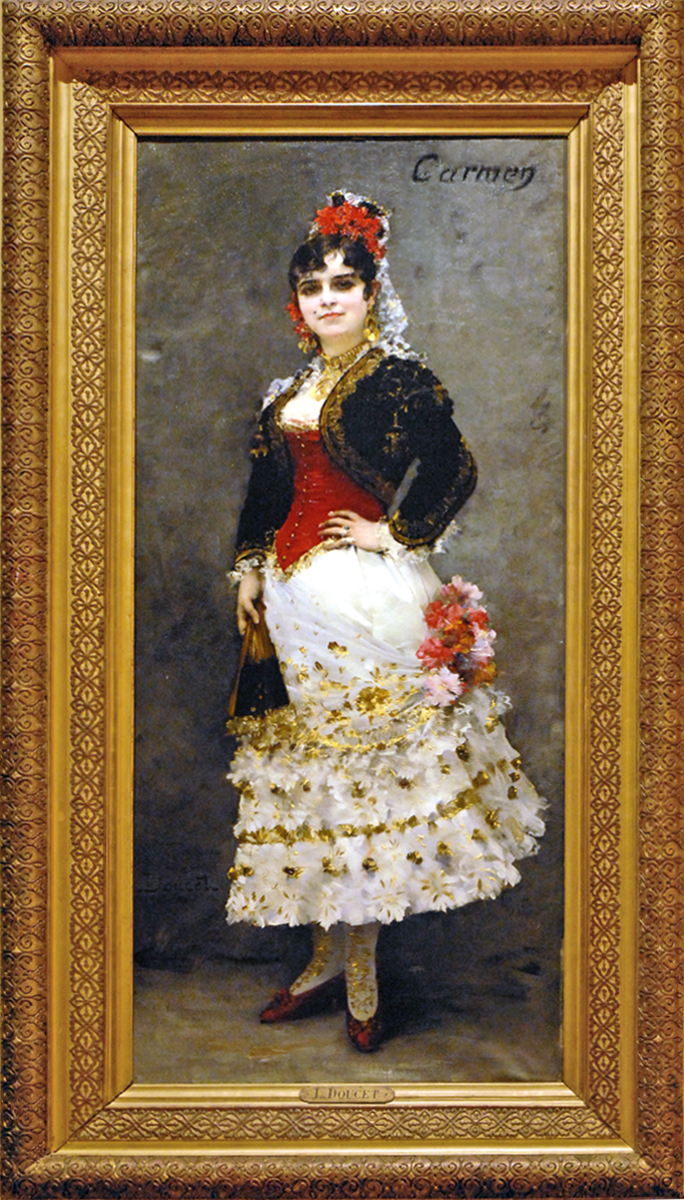
Carmen, de Prosper Mérimée
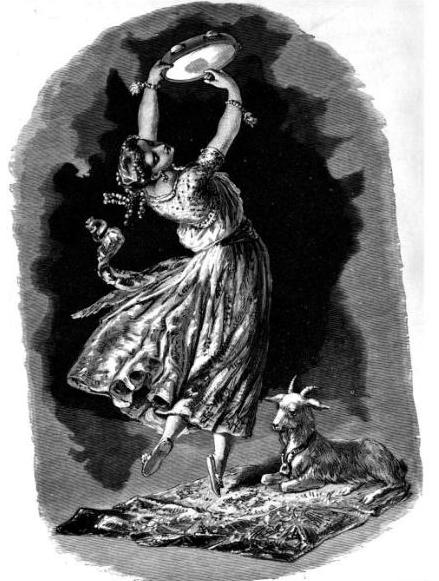
L'Esmeralda de Nostra Senyora de París, de Victor Hugo
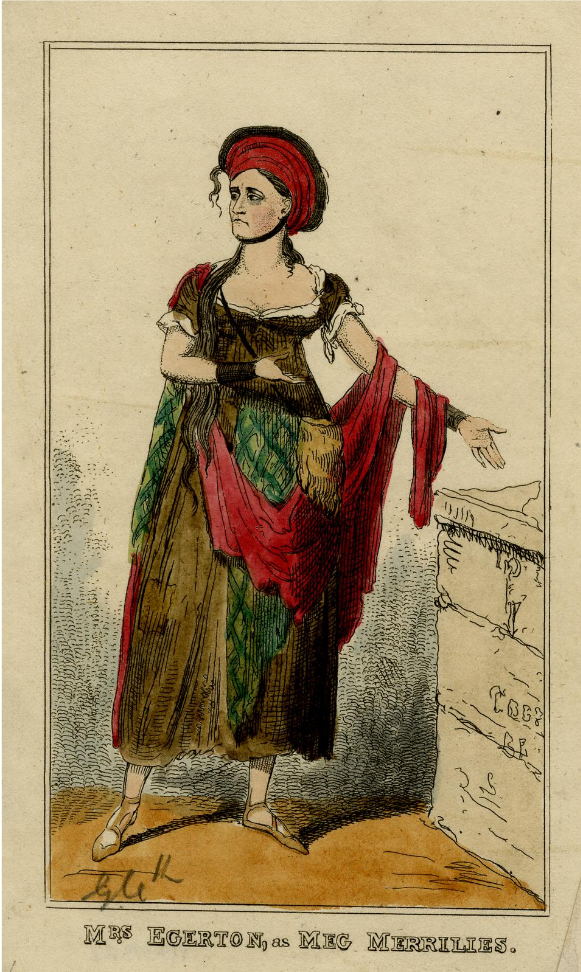
La Meg Merrilies de Guy Mannering (Walter Scott)